# Rubens Rewald
Rubens Rewald é um diretor, roteirista e dramaturgo brasileiro, que trabalha com teatro e cinema.

## Biografia
Rubens Rewald nasceu e cresceu em São Paulo. Em 1990, se formou no curso de cinema da ECA/USP (Escola de Comunicação e Artes da Universidade de São Paulo), onde começou a ensinar em 2002 a disciplina de Dramaturgia Audiovisual. Desde então, se dedica ao roteiro cinematográfico, à dramaturgia teatral e à realização de filmes.

## Carreira

### Cinema
- "Corpo" (roteiro e direção) - (2007)
- "Hoje" (roteiro) - (2011)
- "Super Nada" (roteiro e direção) - (2012)
- "Segundo Tempo" (roteiro e direção) - (2023)

### Teatro
- "Rei de Copas" (texto) - (1994)
- "A banda" (texto) - (1995)
- "Narraador" (texto) - (1996)
- "Do gabinete de Joana" (texto) - (1997)
- "Autorama" (texto) - (1999)
- "Acordei pensando em bombas" (texto) - (1999)
- "Anti-câmara" (texto e direção) - (2000)
- "Os Sertões (Teatro Oficina)" (texto) - (2001)
- "Palavra, poética em movimento" (texto) - (2002)
- "Escada de giz" (texto) - (2003)
- "Vias expressas" (texto) - (2004)
- "Trilheiros" (texto) - (2006)
- "Com paixão" (texto) - (2007)
- "Caminhos" (texto) - (2007)